# Alhama de Almería
Alhama de Almería é um município da Espanha
na província de Almería, comunidade autónoma da Andaluzia, de área 26 km² com população de 3 779 habitantes (2009) e densidade populacional de 145,35 hab/km².
Os benefícios das águas termais desta povoação foram descobertos na época romana.

## Demografia
| Variação demográfica do município entre 1996 e 2008 | Variação demográfica do município entre 1996 e 2008 | Variação demográfica do município entre 1996 e 2008 | Variação demográfica do município entre 1996 e 2008 |
| --------------------------------------------------- | --------------------------------------------------- | --------------------------------------------------- | --------------------------------------------------- |
| 1996                                                | 2001                                                | 2004                                                | 2008                                                |
| 3 104                                               | 3 201                                               | 3 319                                               | 3 724                                               |